# Dmitri Trepov
Dmitri Fiodorovitch Trepov (en russe : Дмитрий Фёдорович Трепов), né en 1855 et décédé en 1906, est un général russe qui fut chef de la police impériale à Moscou (1896 à 1905) et gouverneur général de Saint-Pétersbourg du 12 janvier 1905 au 14 avril 1905.

## Famille
Dmitri Trepov est le fils du général Fiodor Fiodorovitch Trepov et frère cadet d'Alexandre Trepov.

## Biographie

### Carrière militaire
Dmitri Fiodorovitch Trepov sort diplômé de l'École du Corps des Pages de Saint-Pétersbourg en 1874, (école fréquentée par les fils d'aristocrates et d'officiers afin de les préparer à une carrière militaire).Après sa sortie de cet établissement militaire, il incorpore un régiment de cavalerie de la Garde. Il participe à la guerre russo-turque de 1877-1878. En 1900, il est promu major-général.

### Carrière politique
Fervent monarchiste, il fait respecter la loi et l'ordre par de sanglantes répressions. En 1903, il est nommé major-général à la Suite de Sa Majesté impériale. Il est chef de la police impériale de Moscou de 1896 à 1905. Nicolas II le nomme gouverneur général de Saint-Pétersbourg le 12 janvier 1905. Il conserve ce poste jusqu'au 14 avril 1905. Il est également l'adjoint au ministre de l'Intérieur Piotr Dournovo en juin 1905. Après deu Dimanche rouge (22 janvier 1905), il rétablit l'ordre au prix d'une répression impitoyable. Il est notamment connu pour avoir donné l'ordre de ne pas ménager les cartouches. Une réunion est organisée par Trepov. Des ouvriers choisis par le général parmi les travailleurs de Saint-Pétersbourg se rendent au palais Catherine à Tsarkoïe Selo afin de recevoir le pardon du tsar concernant la journée du Dimanche rouge. (9 janvier 1905). Il est l'un des acteurs de l'élaboration de l'oukase du 17 octobre 1905 accordant les libertés civiles. Le 26 octobre 1905, Nicolas II lui notifie son renvoi, mais il est nommé surintendant du Palais.

### Décès et inhumation
Dmitri Fiodorovitch Trepov meurt en 1906 à Saint-Pétersbourg. Il est inhumé en la cathédrale du nouveau Peterhof situé dans la cour de Saints-Pierre et Paul, à Saint-Pétersbourg.

## Sources
- (en) Russia, 1904-1914 - Biographies and Glossary.